# Margrit Grabas
Margrit Grabas (* 11. November 1953 in Ribnitz-Damgarten) ist eine deutsche Wirtschaftshistorikerin.

## Leben
Nach ihrer Promotion zum Dr. oec. an der Humboldt-Universität zu Berlin 1980 arbeitete Grabas bis zu ihrer Ausreise nach West-Berlin im März 1986 als wissenschaftliche Mitarbeiterin am Institut für Wirtschaftsgeschichte der Akademie der Wissenschaften der DDR. Ihre in der Abteilung „Quantitative Methoden“ begonnenen konjunktur- sowie dogmenhistorischen Forschungen, unter anderem zur Theorie der Langen Wellen, setzte sie zunächst am Wissenschaftszentrum Berlin für Sozialforschung als Gastwissenschaftlerin, seit 1987 dann als wissenschaftliche Mitarbeiterin und ab 1989 schließlich als wissenschaftliche Assistentin am Lehrstuhl Wirtschafts- und Sozialgeschichte der Freien Universität Berlin fort. Mit einer Studie zu „Konjunktur und Wachstum in Deutschland 1895 bis 1914“ habilitierte sie sich im Januar 1991 bei Wolfram Fischer und Jürgen Wolters am Fachbereich Wirtschaftswissenschaften der FU Berlin. Noch im selben Jahr erhielt sie einen Ruf auf den Lehrstuhl für Wirtschafts- und Sozialgeschichte an der Universität des Saarlandes, den sie zum 1. April 1992 annahm.
Zentrale Schwerpunkte ihrer Forschung und Lehre bilden die Konjunktur-, Wachstums- und Innovationsgeschichte, die Wirtschafts- und Sozialgeschichte der DDR sowie methodologische Probleme der Wirtschafts- und Dogmengeschichtsschreibung unter besonderer Berücksichtigung des Stellenwertes von Kultur als erkenntnistheoretische Kategorie. Darüber hinaus beschäftigt sich Grabas mit Fragen des institutionellen und technologischen Wandels unter dem Einfluss knapper Ressourcen, ökologischer Veränderungen sowie sozioökonomischer Krisenprozesse. In diesem Zusammenhang hat sie mehrere grundlegende Aufsätze – nicht zuletzt als Beitrag zur Erklärung der Weltwirtschaftskrise ab 2007, die sie als Strukturkrise bestimmt – veröffentlicht.

## Mitgliedschaften
- Seit 2003 Vorsitzende der „Internationalen Wissenschaftlichen Vereinigung Weltwirtschaft und Weltpolitik e.V.“
- seit 2007 geschäftsführende Herausgeberin der „Schriften zur Wirtschafts- und Sozialgeschichte“ im Berliner „Duncker & Humblot“ Verlag
- seit 2010 Vorstandsmitglied der Gesellschaft für Sozial- und Wirtschaftsgeschichte

## Schriften (Auswahl)
- Zum Verhältnis von Wissenschaftsmethode und Unterrichtsmethode. Untersuchungen zur effektiveren methodischen Gestaltung des Unterrichts im Fach Politische Ökonomie bei Wirtschaftskaufleuten mit dem Ziel der Befähigung der Lernenden zum schöpferischen Denken. Dissertation, Humboldt-Universität zu Berlin, 1980.
- Konjunktur und Wachstum in Deutschland von 1895 bis 1914. Duncker & Humblot, Berlin 1992, ISBN 3-428-07409-2, zugleich: Habilitationsschrift, Freie Universität Berlin, 1991.
- „Zwangslagen und Handlungsspielräume“. Die Wirtschaftsgeschichtsschreibung der DDR im System des real existierenden Sozialismus. In: Vierteljahrschrift für Sozial- und Wirtschaftsgeschichte. Band 78, 1991, Heft 4, S. 501–531.
- Krisenbewältigung oder Modernisierungsblockade? Die Rolle des Staates bei der Überwindung des „Holzenergiemangels“ zu Beginn der Industriellen Revolution in Deutschland. In: Jahrbuch für Europäische Verwaltungsgeschichte. Band 7, 1995, S. 43–75.
- Der Beitrag Schumpeters zur Erklärung von Stabilität und Instabilität der sozio-ökonomischen Entwicklung. Dargestellt an der Wirtschaftsgeschichte der DDR. In: Francesca Schinzinger (Hrsg.): Unternehmer und technischer Fortschritt. Boldt im Oldenbourg-Verlag, München 1996, S. 211–244.
- Individuum und industrielle Arbeit. In: Richard van Dülmen (Hrsg.): Entdeckung des Ich. Die Geschichte der Individualisierung vom Mittelalter bis zur Gegenwart. Böhlau, Köln/Weimar/Wien 2001, S. 331–359.
- Große Nationalökonomen zwischen Glorifizierung und Verachtung – Einige Überlegungen zum Zusammenhang von Rezeptions-, Wissenschafts- und Wirtschaftsgeschichte im 20. Jahrhundert. In: Historical Social Research/Historische Sozialforschung. Band 27, 2002, Heft 4, S. 204–241.
- Die Gründerkrise von 1873/79 – Fiktion oder Realität? Einige Überlegungen im Kontext der Weltfinanz- und Wirtschaftskrise von 2008/9. In: Jahrbuch für Wirtschaftsgeschichte. 2011, Heft 1: Konjunkturen und Krisen in der neueren Geschichte. S. 69–96.
- Wirtschaftskrisen in soziokultureller Perspektive. Plädoyer für eine kulturalistisch erweiterte Konjunktur(geschichts)forschung. In: Geschichte und Gesellschaft. Sonderhefte, Heft 24: W. Abelshauser, D. Gilgen, A. Leutzsch (Hrsg.): Kulturen der Weltwirtschaft. Göttingen 2012, S. 261–283.
- 17 June 1953 – The East German Workers’ Uprising as a Catalyst for a Socialist Economic Order. In: Vierteljahrschrift für Sozial- und Wirtschaftsgeschichte. Band 102, 2015, Heft 2, S. 182–190.